# Инанга (музикален инструмент)
 Тази статия е за музикалния инструмент.  За други значения вижте Инанга.  
Инанга е осемструнен африкански музикален инструмент от типа на цитрата. Разпространен е в Руанда, Бурунди и част от ДР Конго. Известен е още с наименованията икивуву и индимбагазо.

## Конструкция
Представлява дълга дъска, леко извита встрани и в двата си края така, че напомня много плитко плоско корито. Дължината на дъската е между 75 и 115 cm, а ширината – 25 до 30 cm. Самата резонаторна част е с малко по-малки размери, тъй като от четирите страни около струните има известно празно пространство. Разделена е на 8 до 12 части чрез система от вдлъбнатини в двата далечни заоблени краища на инструмента, върху които лягат струните. Под всяка струна са вмъкнати дървени пръчици с различен диаметър, като това позволява настройването на всяка от тях индивидуално. Самите струни се изработват от естествени влакна или от животински черва, а в наше време вече се използват найлонови и метални варианти. Всъщност това е една цяла дълга струна с еднаква дебелина, която започва от единия край, завърта се по нарезите и достига до срещуположната точка на диагонала на инструмента. Краят на струната се закрепва с дървен клин. Понякога между струните по ръба на дъската се прикрепва защитна лента, за да се предотвратят повреди по нея. Отличителна черта на инанга е, че броят на улеите винаги е по-голям от този на струните, така че не във всеки нарез ляга струна. Около 90% от инструментите имат 6 до 8 струни.
По плоското дъно на инструмента обикновено се вдълбават два типа врязвания – звездообразни фигури или овални вдлъбнатини, наричани „очите на инанга“. Тяхната функция е да разпределят звука към краищата на инструмента.

## Звукоизвличане
На инанга често свирят професионални музиканти, в повечето случаи мъже. Свири се в седнало положение, като инструментът се придържа с малкия пръст на лявата ръка вертикално на коленете. С върховете на останалите 4 пръста се свири в горната част на първите 4 струни, а с всички пръсти на дясната ръка – в долната част на останалите четири. Съществува техника, при която струните се докосват леко в даден момент и веднага след това се дърпат по-силно, така че да се получи хармоничен звук. Понякога, за подчертаване на ритъма, с нокти се почуква и по самата дъска.

## Употреба
Звукът на инанга е тих и обикновено се използва за соло, като успоредно с това инструменталистът изпълнява най-често свои собствени песни за исторически събития, лични преживявания или ежедневни случки. В други случаи с него се акомпанира при изпълнения на песни и танци при различни церемонии и социални събития. В провинция Нор Киву на ДР Конго инанга има славата на магически инструмент. Той е силно свързан с култа към Бихеко, древна принцеса, която чрез магия или чудо оцелява след клането на семейството си.